# Dinamica forestale
La dinamica forestale descrive le forze fisiche e biologiche sottostanti che formano e cambiano un ecosistema forestale. Il continuo stato di cambiamento nelle foreste può essere riassunto con due elementi di base: il disturbo e la successione ecologica.

## Disturbi
I disturbi forestali sono eventi che causano un cambiamento nella struttura e nella composizione di un ecosistema forestale, oltre alla crescita e alla morte dei singoli organismi. I disturbi possono variare in termini di frequenza ed intensità, e possono comprendere disastri naturali come gli incendi boschivi, le frane, l'abbattimento, e le eruzioni vulcaniche, le invasioni di insetti, i funghi e altri patogeni, effetti causati dagli animali come la brucazione e il trampling, e i disturbi antropogenici come il diboscamento, l'inquinamento, il taglio raso per l'urbanizzazione o l'agricoltura, e l'introduzione di specie invasive. Molti disturbi permettono il rinnovamento e la ricrescita e spesso rilasciano nutrienti fondamentali.
I disturbi su bassa scala sono la chiave per la creazione e il mantenimento della diversità e dell'eterogeneità all'interno di una foresta. Essi possono essere eventi come gli sradicamenti di un singolo albero, che creano spazi che permettono alla luce di passare attraverso la canopia e di raggiungere il sottobosco e il suolo forestale. Questa nuova luce disponibile permette alle specie intolleranti all'ombra di prima successione di colonizzare e mantenere una popolazione all'interno del bosco dominante, portando alla complessa struttura boschiva a mosaico spaziale conosciuta come 
foresta vergine. Questo processo è chiamato dinamica di cura o dinamica dello spazio ed è stato descritto in vari tipi di foreste, comprese quelle tropicali, temperate e boreali.
I modelli e gli insiemi dei disturbi naturali che caratterizzano un'area od un ecosistema particolare sono denominati regime di disturbo dell'ecosistema. Una comunità naturale è strettamente collegata al suo regime di disturbo naturale. Per esempio, le foreste pluviali temperate e boreali hanno tipicamente un regime disturbativo costituito da eventi ad alta frequenza ma su bassa scala, che comportano un'area boschiva altamente complessa dominata da albero molto vecchi. In contrasto, le foreste aventi un regime disturbativo costituito da eventi severi sostitutivi, come gli incendi frequenti, tendono ad essere più uniformi dal punto di vista della struttura e ad avere alberi relativamente giovani.

## Successione
La successione forestale è il processo mediante il quale le specie guariscono e si rigenerano in seguito ad un disturbo. Il percorso intrapreso dalla successione è influenzato dal tipo di disturbo, dal clime e dalle condizioni atmosferiche, così come dalla presenza di specie colonizzatrici e dall'interazione tra le specie.
La composizione e la diversità delle specie fluttuano attraverso la successione. Il modello classico della successione è conosciuto con il nome di floristica a staffetta e si riferisce ad una staffetta delle specie dominanti. Dopo un disturbo di tipo sostitutivo, le specie intolleranti all'ombra iniziano la conolonizzazione e si sviluppano in una canopia dominante, ma a causa della loro intolleranza all'ombra, esse non sono in grado di rigenerarsi nella loro stessa canopia; il sottobosco (composto da specie tolleranti all'ombra) sostituisce gradualmente la canopia, e a causa della sua tolleranza all'ombra può rigenerarsi nella canopia stessa e di conseguenza divenire la specie dominante.
Spesso la successione non è così completa o diretta come descritta dal modello floristico a staffetta. Le specie possono essere mediamente tolleranti all'ombra e sopravvivere traendo vantaggio da piccole quantità di luce filtranti attraverso la canopia, ed ulteriori disturbi possono creare piccoli spazi. Questi e altri fattori possono condurre ad una mescolanza di specie dominanti e ad una non così ovvia “fine” della successione (comunità in climax).
Molte traiettorie di successione seguono un modello di sviluppo basato su quattro stadi. Il primo di questi stadi, lʾiniziazione degli alberi, avviene subito prima di un disturbo maggiore e coinvolge molte specie che arrivano nell'area in cui vi sono nutrienti e luce abbondanti. Il secondo stadio, l'esclusione dei fusti, descrive la crescita e la competizione di queste specie man mano che le risorse divengono meno disponibili; eventualmente una o poche specie superano le altre e divengono quelle dominanti. Il terzo stadio, la reiniziazione del sottobosco, coinvolge un ulteriore disturbo e la creazione di spazi; a questo punto si sviluppa la stratificazione, con la comparsa di strati di canopia, bosco intermedio e sottobosco. Lo stadio finale, conosciuto come vergine, rappresenta l'estensione e il completamento della reiniziazione del sottobosco; a questo punto, si è sviluppata un'area boschiva con piante di diverse età su più strati.

## Considerazioni sul cambiamento climatico
Le foreste sono sensibili al clima, pertanto i cambiamenti climatici possono avere un grande impatto sulla dinamica dell'ecosistema. L'innalzamento dei livelli di diossido di carbonio può determinare un incremento della produttività e della crescita degli alberi, per poi decrescere al diminuire delle altre sostanze nutritive. I cambiamenti della temperatura e delle precipitazioni possono influenzare il successo di varie specie e la composizione delle specie risultanti. Molti fattori del cambiamento climatico possono anche influenzare il regime disturbativo di un ecosistema, rendendo la forest più o meno suscettibile a disturbi diversi ed alterando od addirittura impedendo il ripristino in seguito ad un disturbo.

## Importanza
Le foreste offrono molti servizi ecosistemici, fra cui legname, acqua dolce, depositi di carbone ed aree ricreative. Per conservare questi servizi, così come l'habitat e la biodiversità naturali che forniscono le foreste, è prioritario comprendere la dinamica che sta creando e mantenendo le foreste. Le operazioni delle scienze forestali e della selvicoltura richiedono una comprensione attenta della dinamica forestale per poter implementare tecniche efficaci di conservazione e di gestione.